# Комарова (Тугулымский муниципальный округ)
Комарова — деревня в Тугулымском городском округе Свердловской области, России.

## Географическое положение
Деревня Комарова муниципального образования «Тугулымского городского округа» расположена в 29 километрах к юго-западу от посёлка Тугулым (по автотрассе в 53 километрах), на левом берегу реки Беляковка (левого притока реки Пышма), ниже устье правого притока реки Логушка.

## Население
| 2002 | 2010 |
| ---- | ---- |
| 21   | ↘0   |